# Старі Ґронди (Мазовецьке воєводство)
Старі Ґронди (пол. Stare Grądy) — село в Польщі, у гміні Щутово Серпецького повіту Мазовецького воєводства.
У 1975-1998 роках село належало до Плоцького воєводства.